# Falun

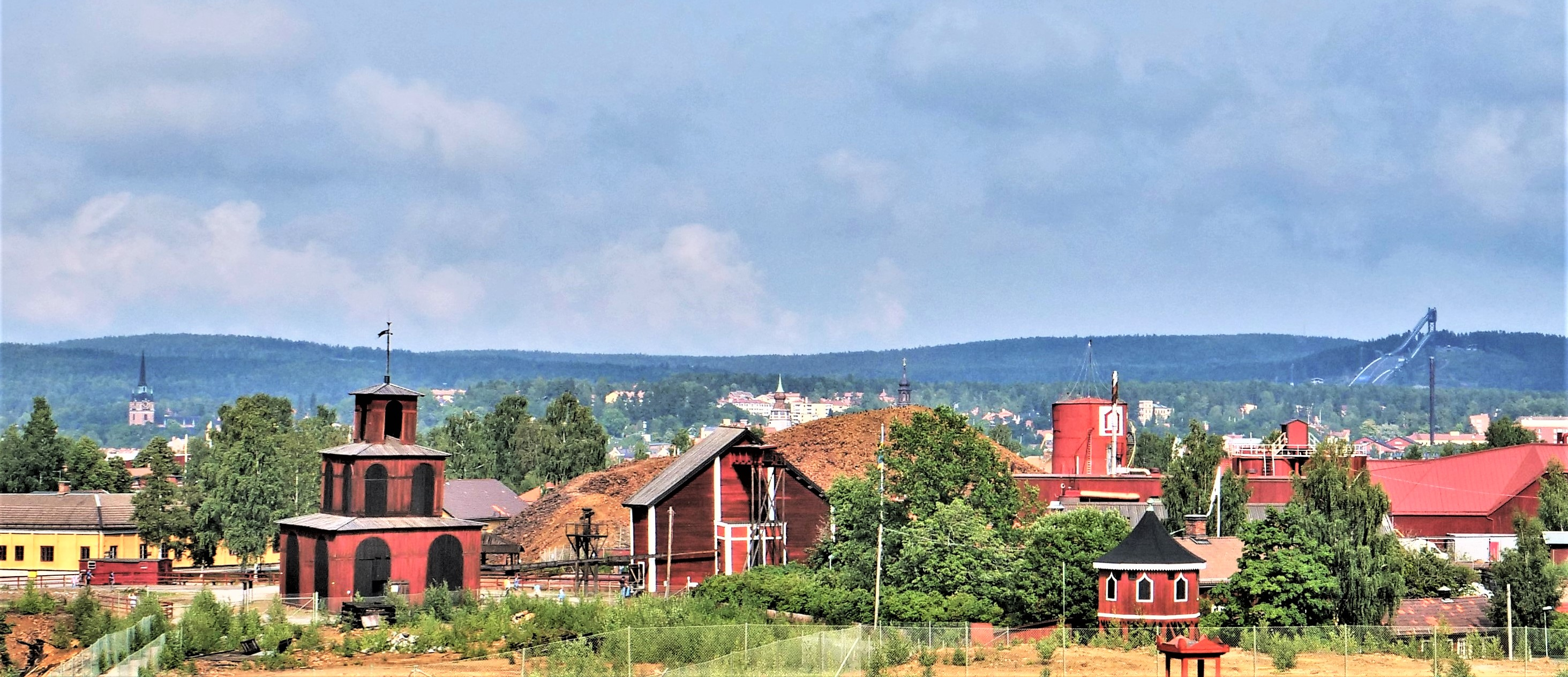
Falun Stadtpanorama mit Sprungschanze

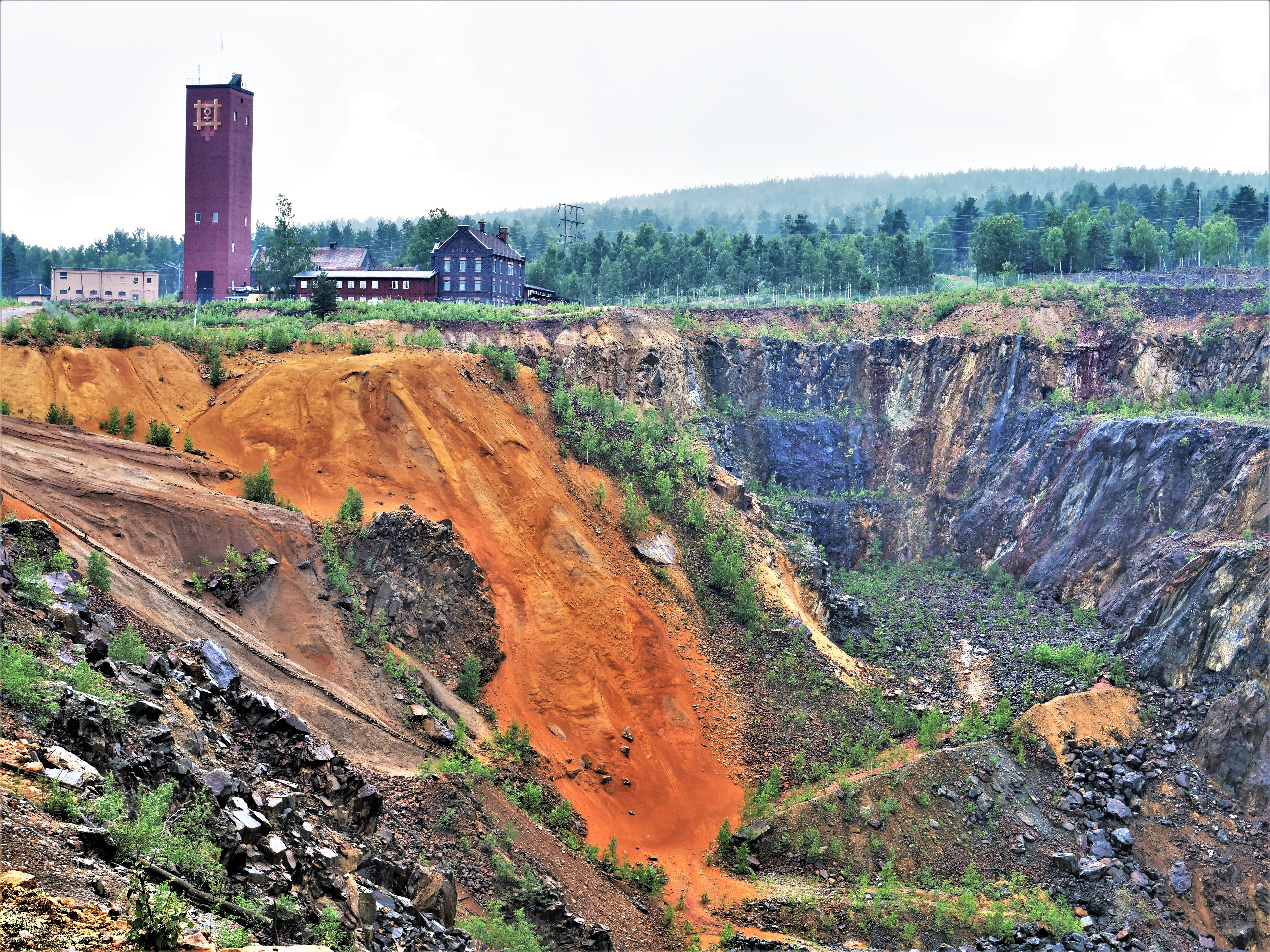
Kupfermine mit Schachtkopf

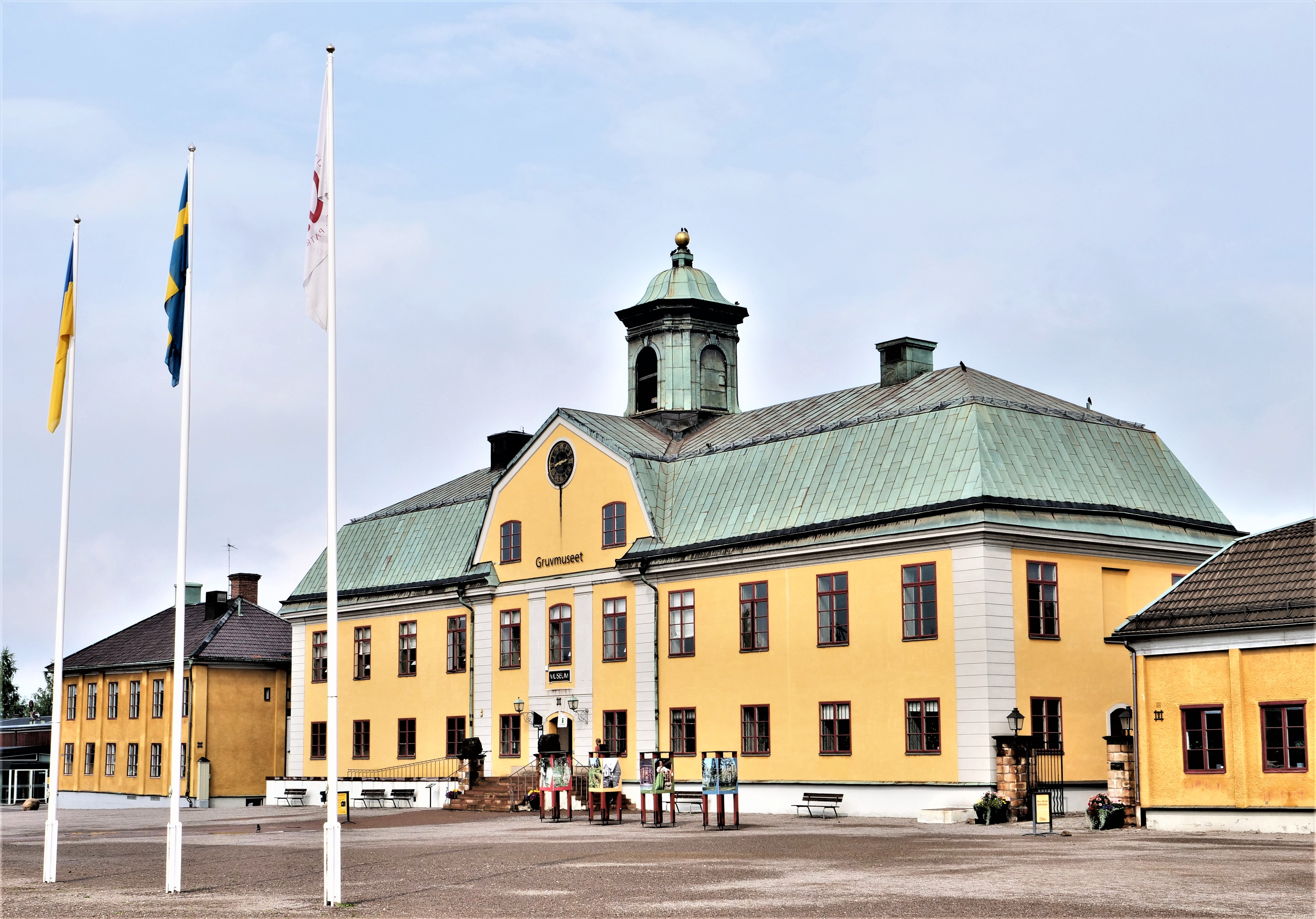
Grubenmuseum

Falun (früher Fahlun, schwedisch [ˈfɑːˈlɵnː]) ist eine Stadt in der schwedischen Provinz Dalarnas län und der historischen Provinz (landskap) Dalarna. Die Stadt ist Hauptort der gleichnamigen Gemeinde und Sitz der Provinzverwaltung von Dalarnas län.
Falun ist berühmt für seine Bergwerke, die zusammen mit den Arbeitervierteln und der Industrielandschaft Kopparbergslagen zum Weltkulturerbe der UNESCO gehören.

## Geschichte
Die Stadt entwickelte sich im Zuge des Kupferbergbaus, der ab dem 11. Jahrhundert am Tiskasjöberg nachgewiesen ist. Der Bergbau wurde anfänglich von Bauern betrieben. Im 14. Jahrhundert wurden am Unterlauf des Flusses Faluån regelmäßig Märkte abgehalten und rund um den Marktplatz entwickelte sich eine kleine Siedlung.
Mit der zunehmenden Bedeutung des Bergwerkes wuchs die Siedlung und 1641 erhielt Falun die Stadtrechte. Zu dieser Zeit war Falun mit ungefähr 6000 Einwohnern eine der größten Städte Schwedens. Die Kupferbergwerke zu Falun standen damals für etwa zwei Drittel der Weltproduktion. Der Abbau erfolgte planlos, und 1687 stürzte ein großer Teil der Grube ein. Dies signalisierte auch das Ende der Blütezeit, und der Niedergang des Bergwerkes begann. Literarisch verarbeitet ist eines der Bergwerksunglücke in der Kalendergeschichte Unverhofftes Wiedersehen von Johann Peter Hebel und in der Erzählung Die Bergwerke zu Falun von E. T. A. Hoffmann.
1761 zerstörten zwei Brände etwa zwei Drittel der fast ausschließlich aus Holz gebauten Stadt. Beim Wiederaufbau wurden die wichtigsten Gebäude aus Stein bzw. Schlacke erbaut. Aber die Bevölkerungszahl nahm kontinuierlich ab und um 1850 zählte die Stadt nur noch 4000 Einwohner.
Der Bau der Eisenbahn brachte für Falun einen neuen Aufschwung mit sich. Falun wurde an die Bahnstrecke Orsa–Falun, die Bahnstrecke Falun–Gävle und an die Bergslagsbanan nach Göteborg angeschlossen, Fabriken siedelten sich in der Stadt an. Im 20. Jahrhundert entwickelte sich die Stadt zu einem Verwaltungs- und Schulzentrum, während der traditionelle Bergbau seinem Ende zuging. 1992 wurde die letzte Grube geschlossen.
In der Mitte des 20. Jahrhunderts wurde das Zentrum der Stadt weitgehend umgestaltet, doch blieben einige öffentliche repräsentative Gebäude (wie z. B. Bergslagskontoret, Rathaus, Kronobränneriet, Landshövdingsresidenset und Kopparvågen) erhalten. Zusammen mit drei Arbeitervierteln aus dem 17. Jahrhundert, die dem großen Brand nicht zum Opfer gefallen waren, der Industrielandschaft rund um das Bergwerk und der Kulturlandschaft der Bergleute der Umgebung bilden sie seit 2001 ein Weltkulturerbe.
Im Verlaufe der letzten Jahrzehnte wuchs Falun mit umliegenden Ortschaften zusammen, insbesondere mit den östlich anschließenden Korsnäs und Hosjö, wodurch sich die Stadt nun entlang dem gesamten Nordufer des Sees Runn erstreckt. 2015 wurde andererseits ein westlich des Zentrums am Nordufer des Sees Stora Vällan gelegener Ortsteil vom Statistiska centralbyrån als eigenständiger Tätort Falun västra (‚Falun West‘) ausgegliedert.

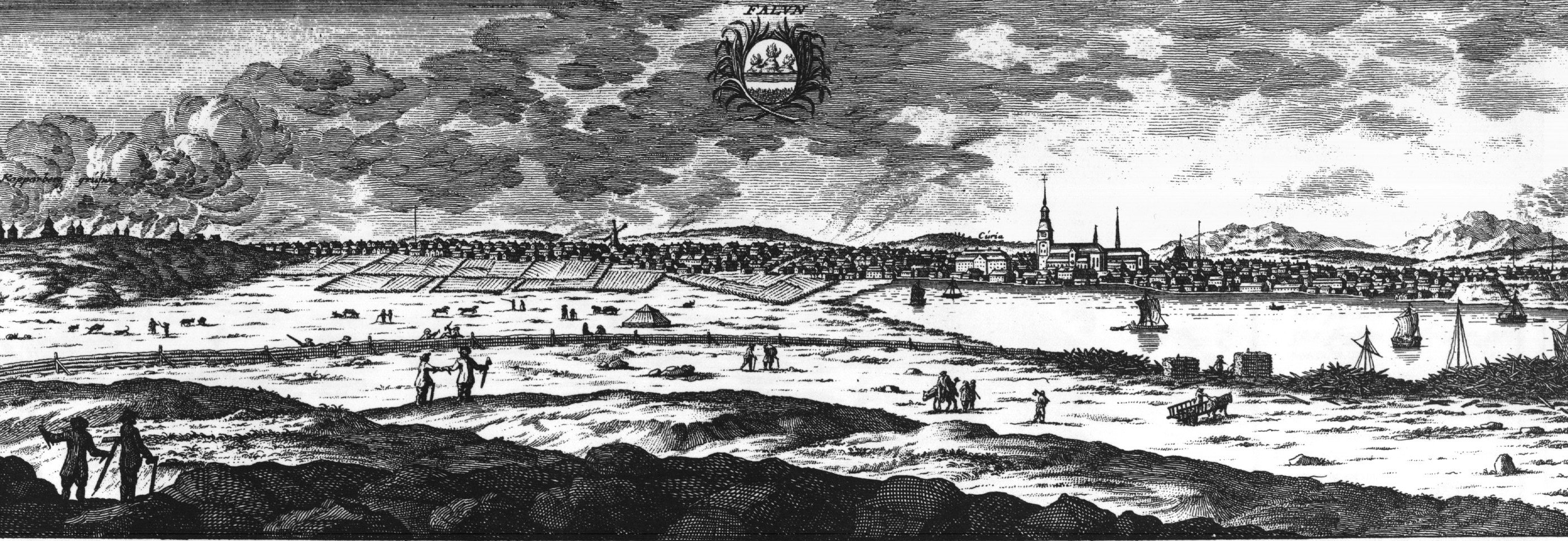
Falun um 1700 (Gravur aus Erik Dahlbergs Svecia Antiqua et Hodierna)
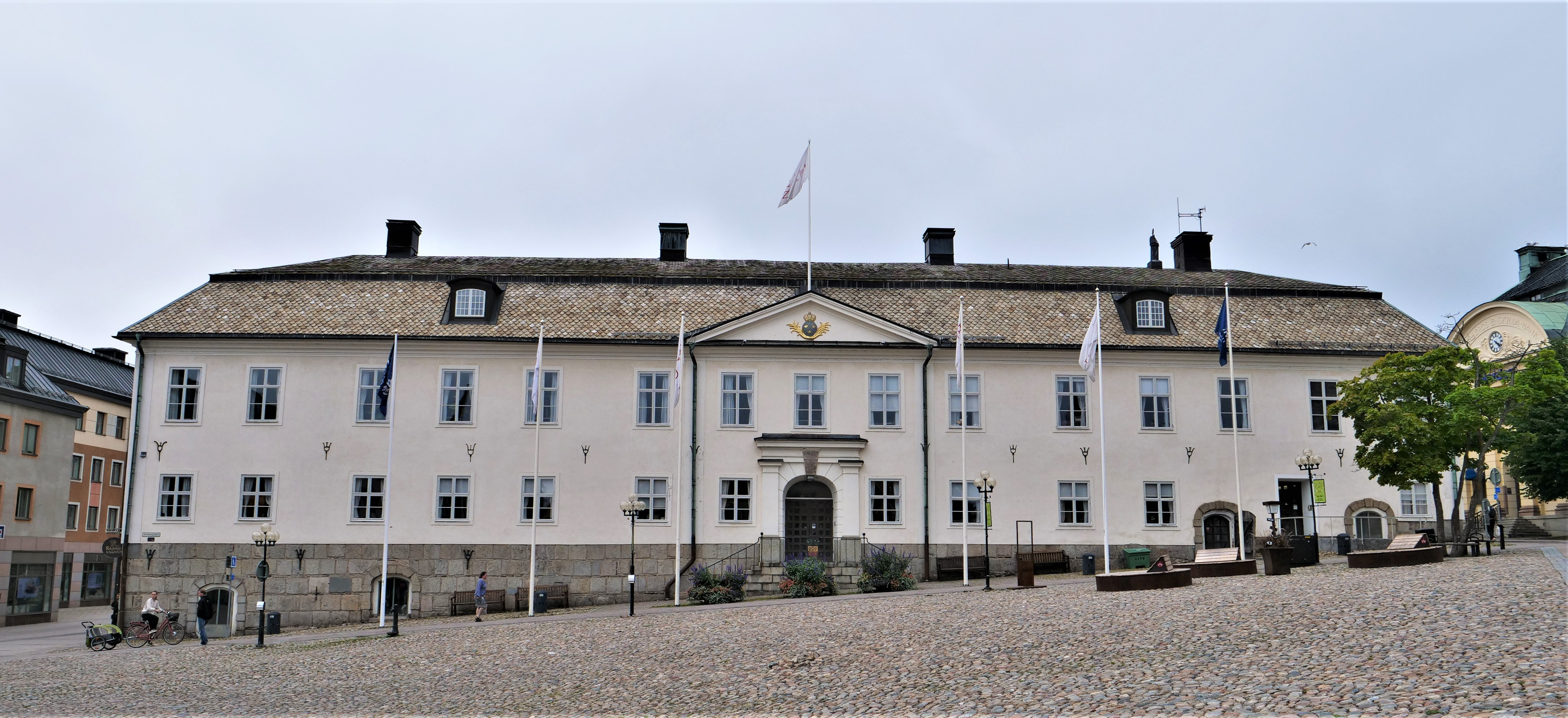
Rathaus im Stadtzentrum
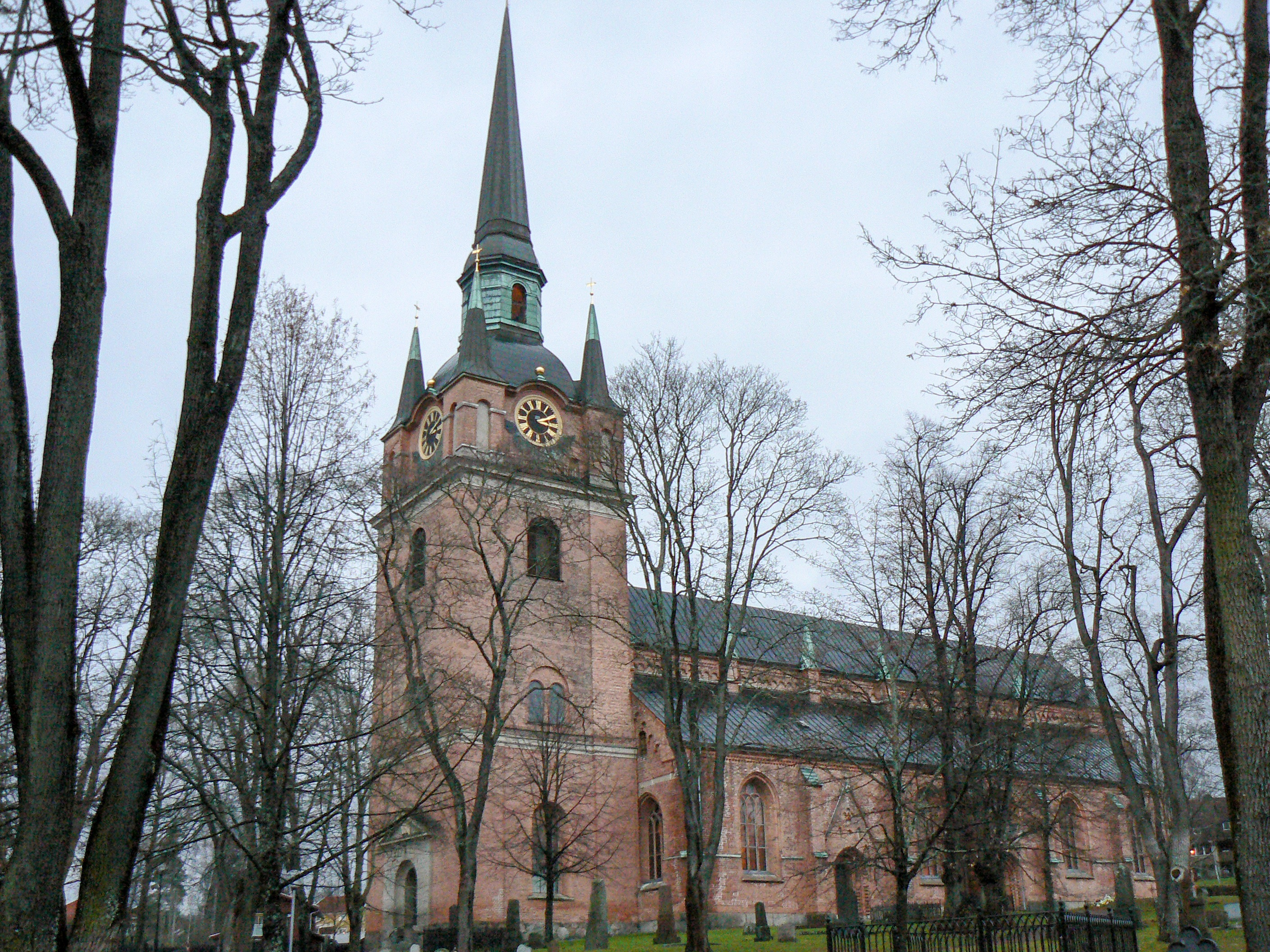
Die „Große Kupferberg-Kirche“ (Stora Kopparbergs kyrka, 2. Hälfte 14. Jahrhundert)
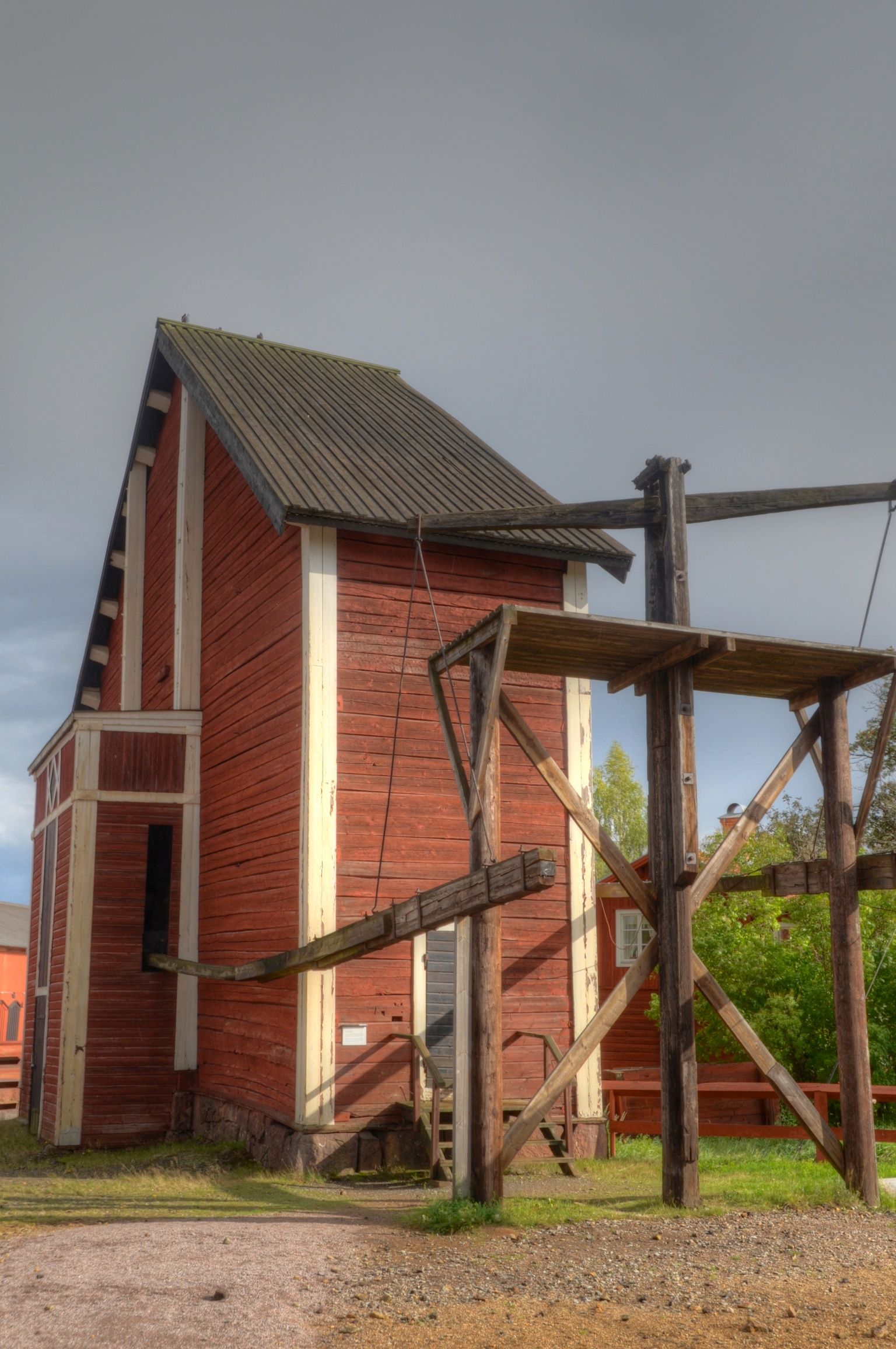
Altes Pumpgebäude der Kupfermine
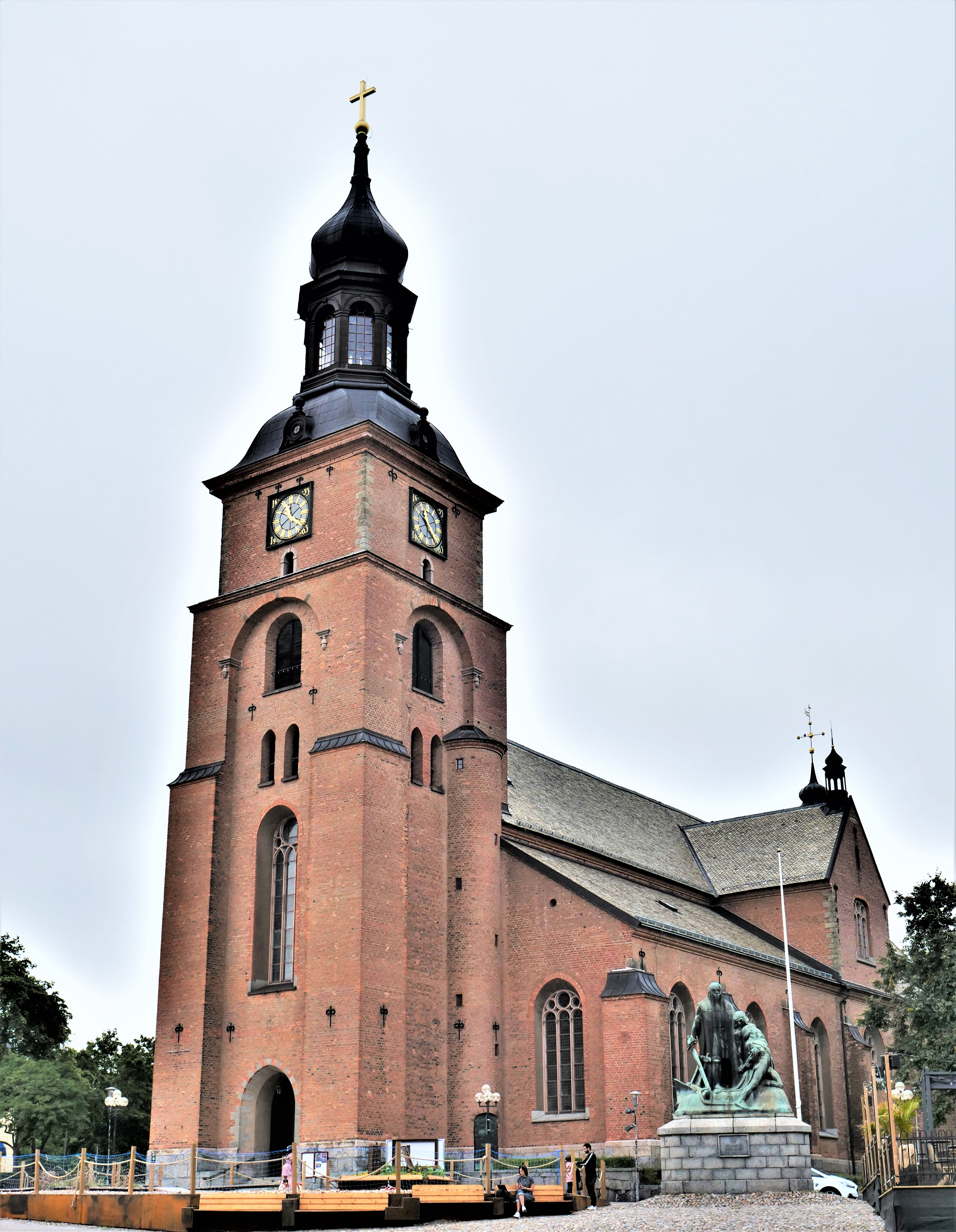
Kristine Kyrka im Stadtzentrum
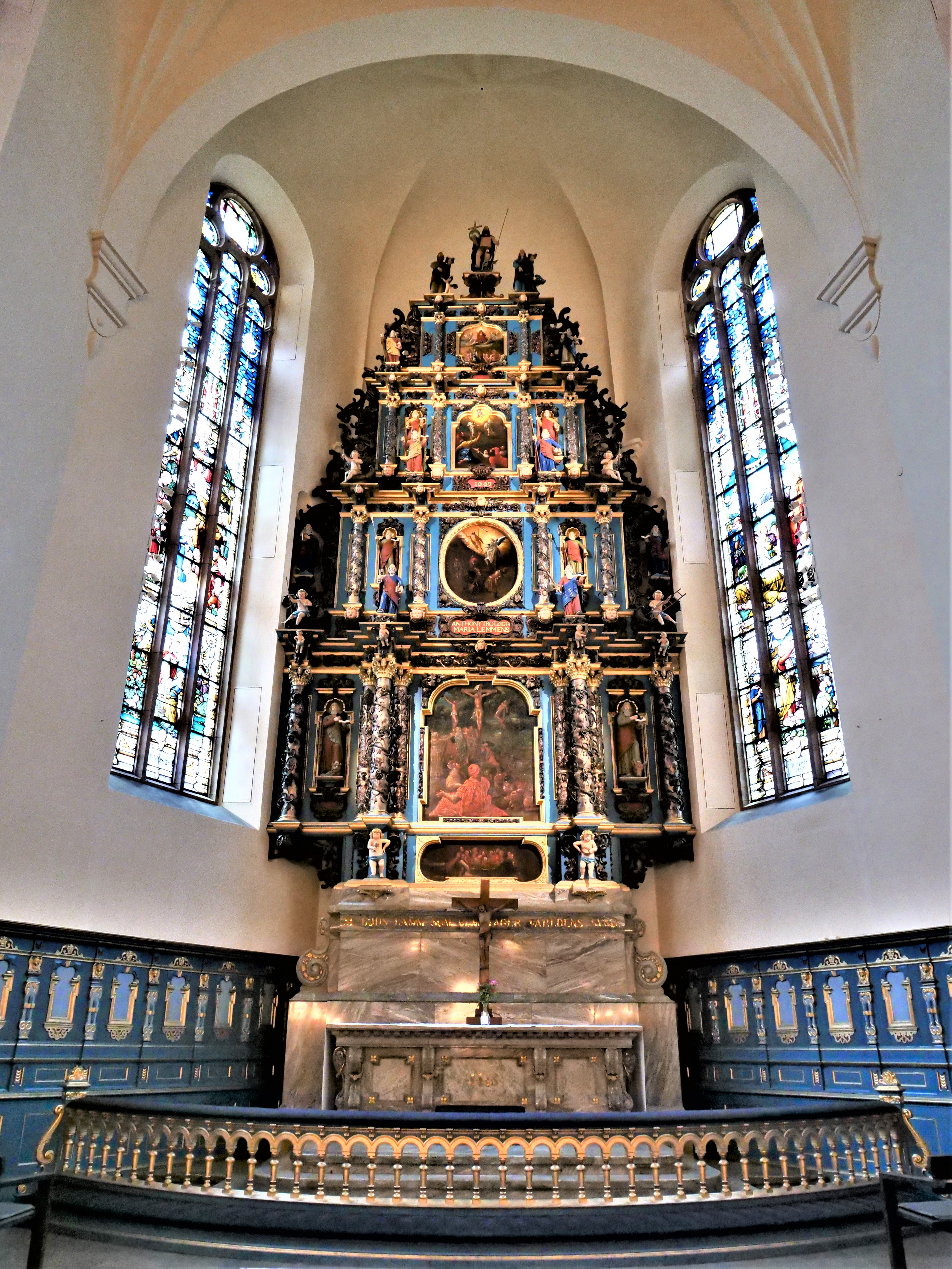
Hochaltar der Kristine Kyrka
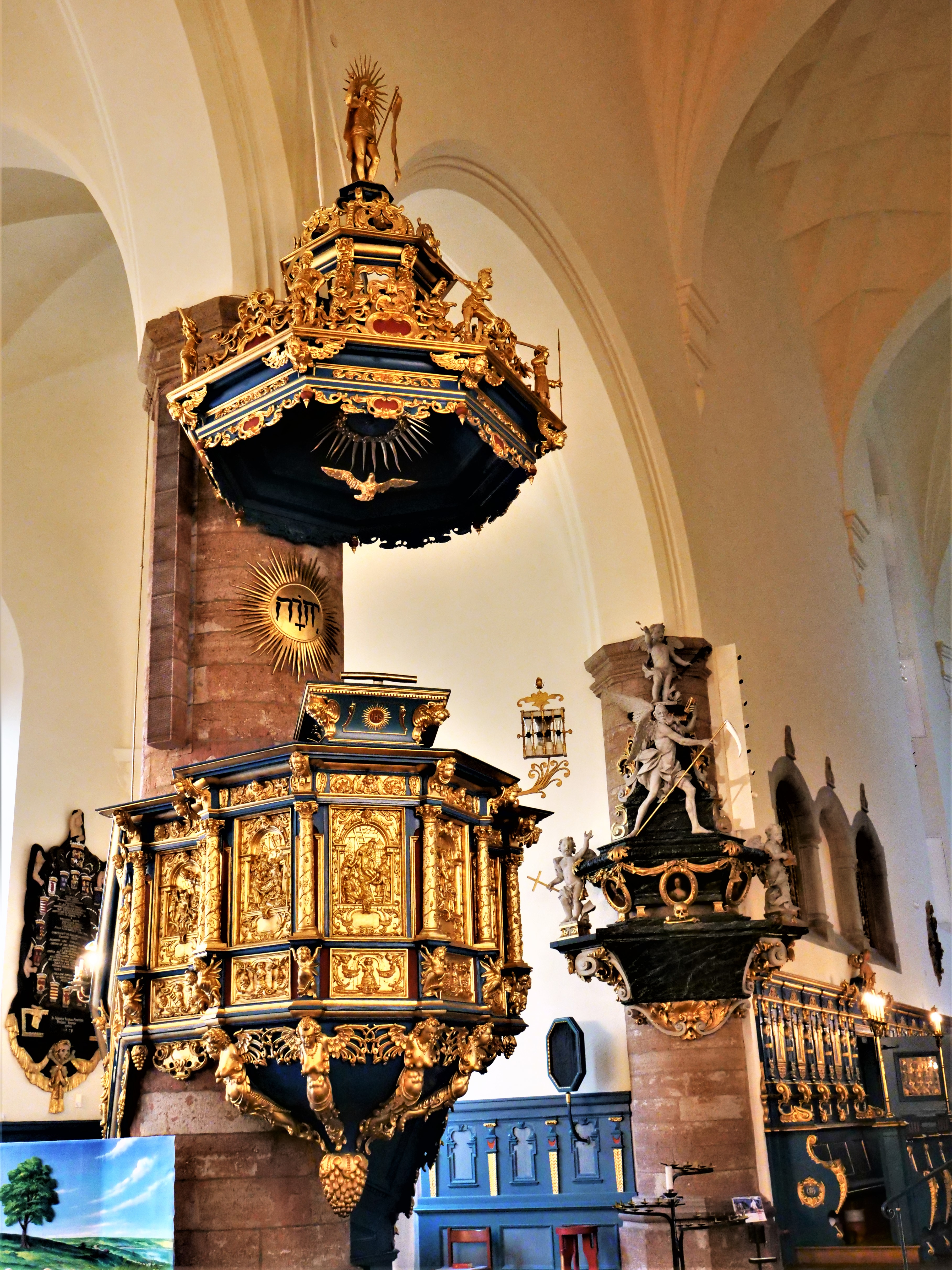
Kanzel der Kristine Kyrka
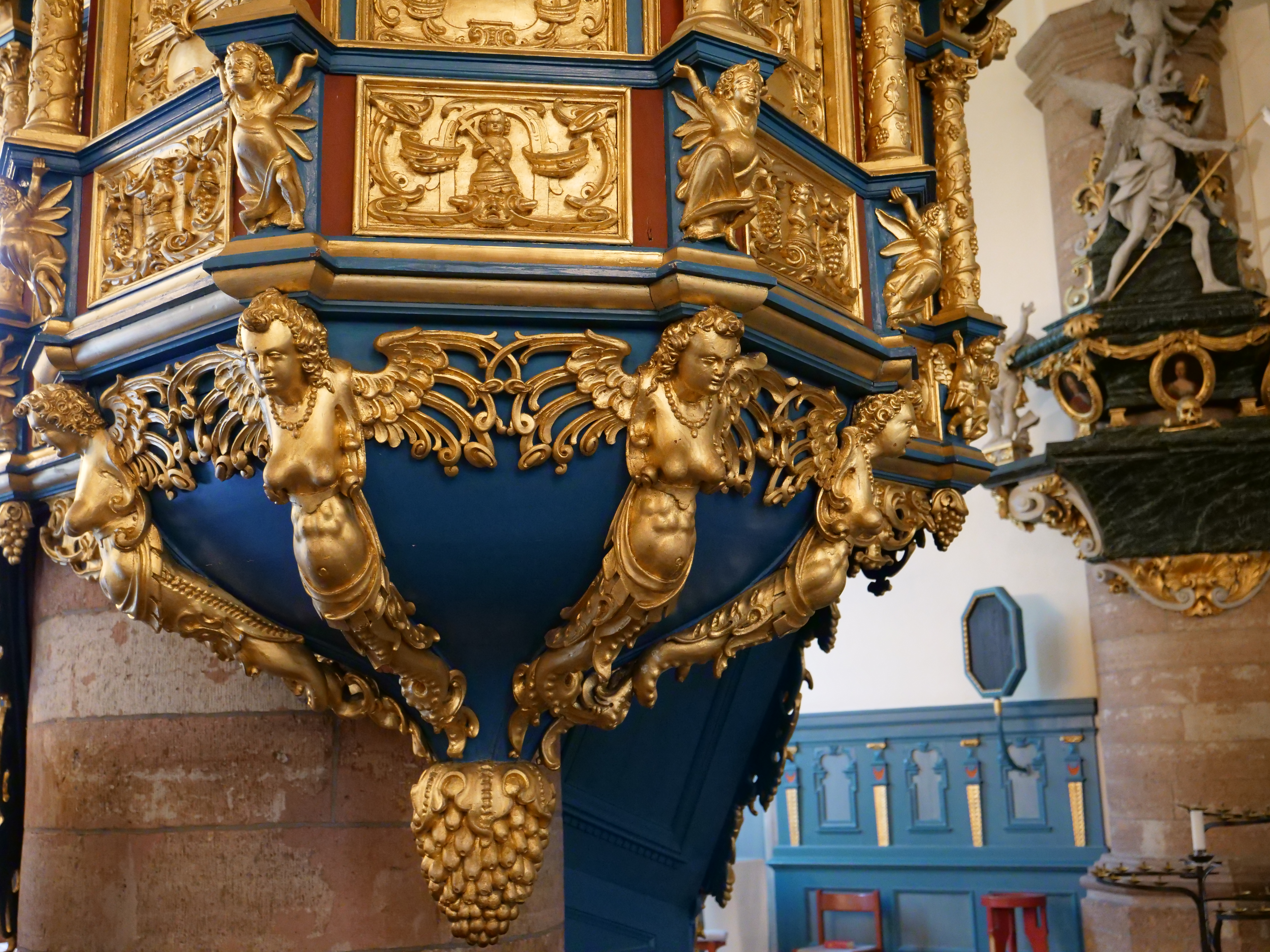
Kanzeldetails

## Wirtschaft
Falun ist heute vor allem Dienstleistungszentrum. Neben der Kommunalverwaltung beherbergt Falun auch die Provinzialverwaltung und die Verwaltung des Provinziallandtages. Auch einige Institute der Hochschule Dalarna befinden sich in Falun. Tourismus ist ebenfalls ein wichtiger Wirtschaftszweig. Hauptattraktionen sind die Stadt und das Bergwerk, das Skisprungzentrum Lugnet und das nahegelegene Sundborn, in dem sich das Heim des Malers Carl Larsson befindet.

## Sport

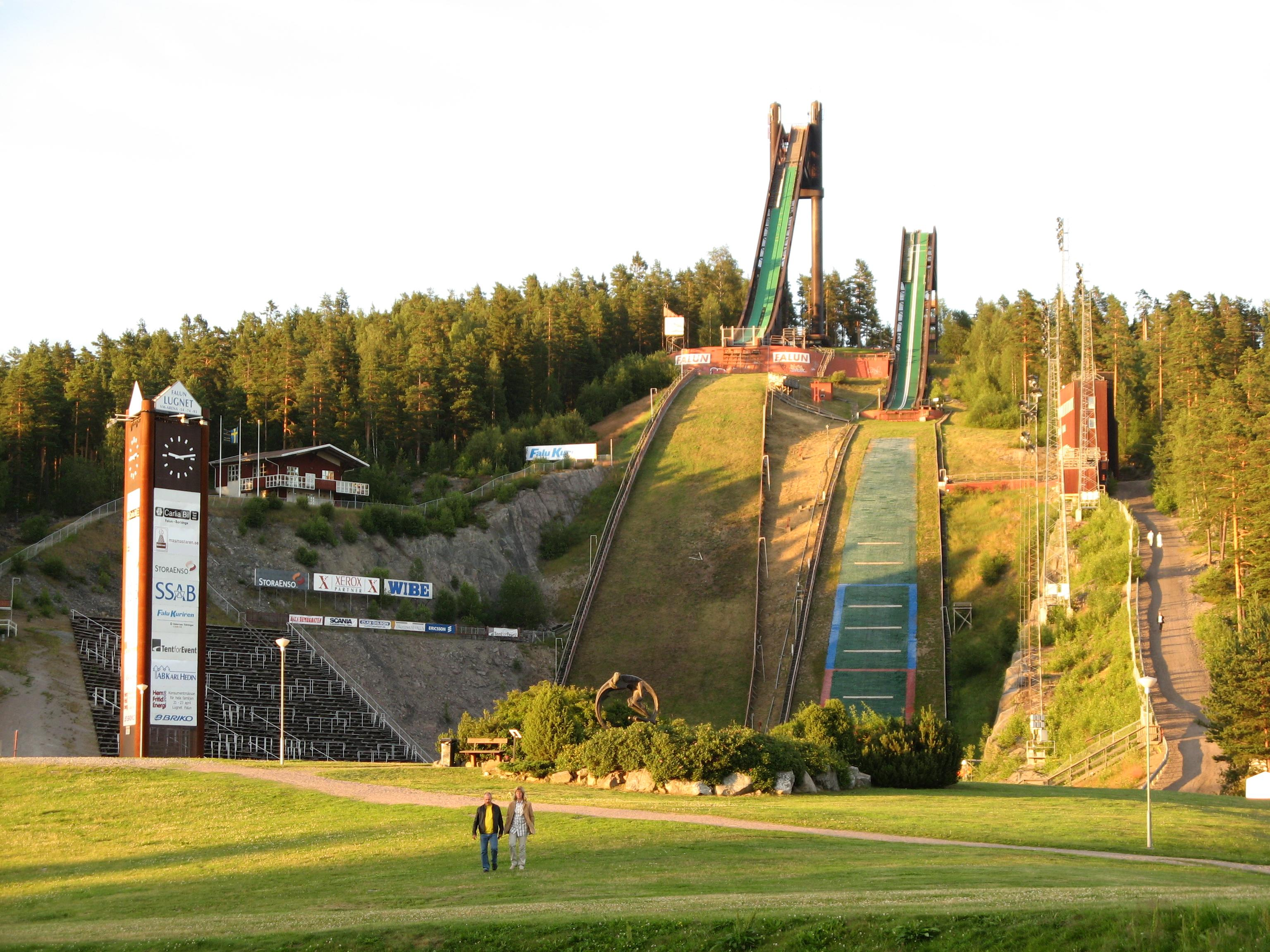
Skisprungschanzen in Falun

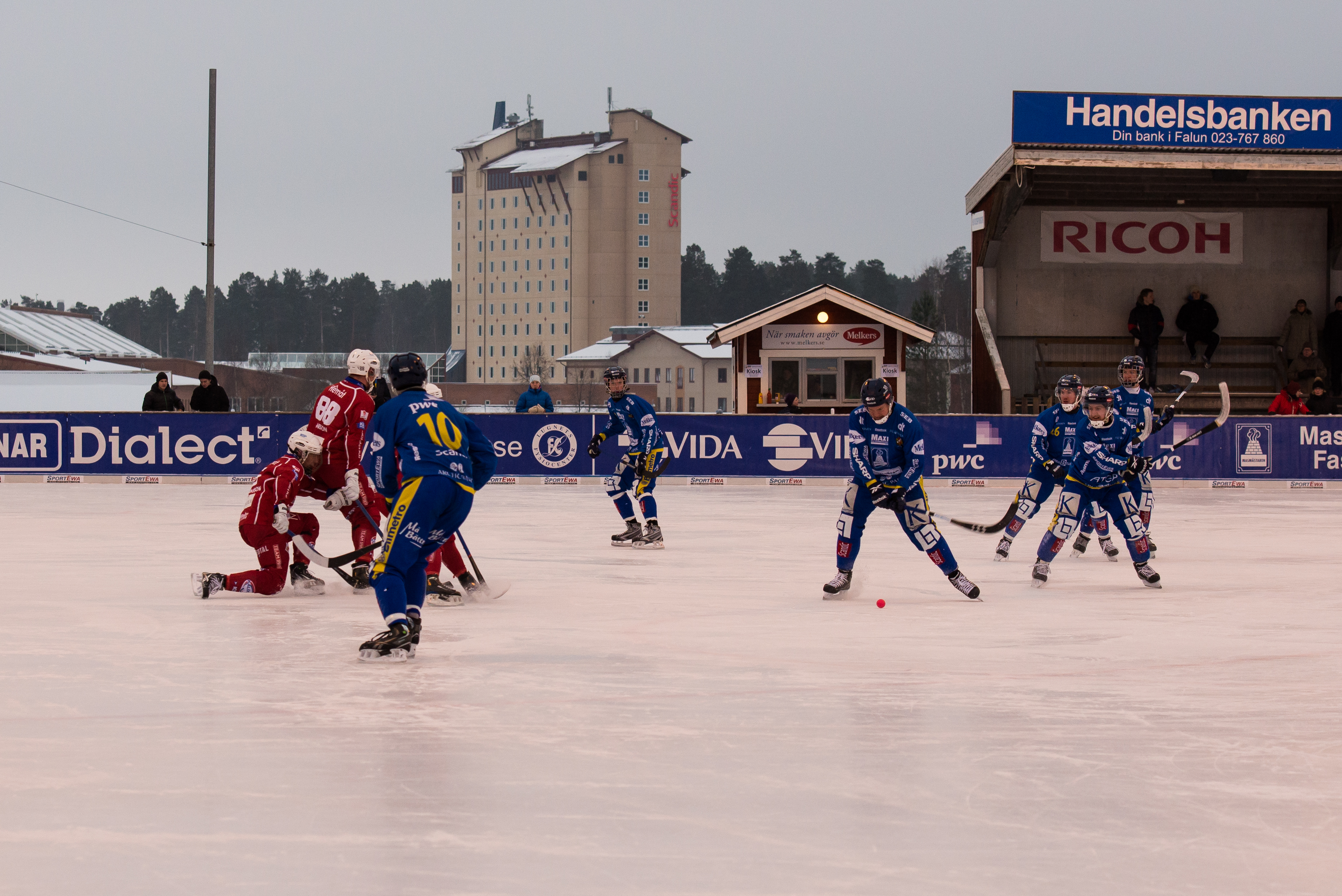
Die Bandymannschaft des Falu BS, Heimspiel im Lugnets Eisstadion

Falun ist das Zentrum für nationale und internationale Wintersportwettkämpfe. So befindet sich in Falun der Sitz des Schwedischen Skiverbands sowie das Sport- und Freizeitareal Lugnet, in dem neben den Lugnet-Schanzen auch ausgedehnte Skilanglaufloipen und Abfahrtspisten liegen. Auf den Schanzen fanden bis 2002 Wettbewerbe im Skisprung-Continental-Cup und im Weltcup der Nordischen Kombination statt. Seit 2002 ist Falun jedoch nur noch Austragungsort für den FIS Cup und Skisprung-Continental-Cup sowie für Weltcuprennen im Skilanglauf.
Falun war Austragungsort der Nordischen Skiweltmeisterschaften 1954, 1974, 1993 und 2015. 1980 wurde zudem ein Wettbewerb, der nicht olympisch war, in Falun ausgetragen. Die Stadt musste sich jedoch bereits zwei Mal bei Kandidaturen um die Olympischen Winterspiele geschlagen geben. So verlor man 1988 gegen Calgary und 1992 gegen Albertville.
Im Eishockey trug Falun gemeinsam mit Gävle 1980 die A-Junioren-Weltmeisterschaft aus. Bei den Biathlon-Weltmeisterschaften 1986 richtete Falun die Frauenwettbewerbe aus.
Neben Wintersport gibt es in Falun, bedingt durch die vielen Seen in der Umgebung, auch Wassersport. Im Motorbootrennsport ging es neben schwedischen Meisterschaften zwischen 1968 und 1992 einmal um einen Europa- und drei Mal um einen Weltmeistertitel. Dabei waren zwei Mal deutsche Fahrer erfolgreich. 2012 war die Gegend um Falun sowie der Stadtpark Austragungsort der Orientierungslauf-Europameisterschaften.
Falun ist auch bekannt durch seine Bandymannschaft des Falu BS, die über viele Jahre in der höchsten Liga des Landes spielte.
Außerdem besitzt die Stadt mit dem IBF Falun eine Unihockeymannschaft, die in den Jahren 2013 bis 2015 dreimal hintereinander den schwedischen Meistertitel sowie den Champions-Cup-Titel holte, der höchsten Auszeichnung im Vereinsunihockey.

## Söhne und Töchter der Stadt
- Jan Håkan Åberg (1916–2012), Kirchenmusiker und Komponist
- Patrik Allvin (* 1974), Eishockeyspieler und -funktionär
- David Andersson (* 1981), Orientierungsläufer
- Lars Ardelius (1926–2012), Schriftsteller
- Andreas Arén (* 1985), Skispringer
- Fredrik Balkåsen (* 1989), Skispringer
- Mattias Blomberg (* 1976), Snowboarder
- Hanna Blomstrand (* 1996), Handballspielerin
- Ferdinand Boberg (1860–1946), Architekt
- Adam Boqvist (* 2000), Eishockeyspieler
- Jesper Boqvist (* 1998), Eishockeyspieler
- Joakim Brodén (* 1980), schwedisch-tschechischer Metalsänger und -musiker
- Patrik Carlgren (* 1992), Fußballspieler
- Ragnar Carlsson (* 2000), Hammerwerfer
- Peter Casparsson (* 1975), Eishockeyspieler
- Mattis Cederberg (* 1971), Jazzmusiker
- Carl Gustaf Creutz  (1660–1728), Generalmajor
- Björn Dixgård (* 1981), Musiker
- Mattias Ekström (* 1978), Autorennfahrer
- Johan Eriksson (* 1985), Skispringer
- Ludwig Frankmar (* 1960), Barockcellist
- Axel Fridell (1894–1935), Grafiker und Maler
- Mats Gren (* 1963), Fußballspieler und -trainer
- Tomas Jonsson (* 1960), Eishockeyspieler
- Jenny Kallur (* 1981), Leichtathletin
- Susanna Kallur (* 1981), Leichtathletin
- Stefan Karlsson (* 1981), Snowboarder
- Lina Korsgren (* 1988), Skilangläuferin
- Zećira Mušović (* 1996), Fußballspielerin
- Gustav Rydergård (* 1984), Handballspieler
- Lina Leandersson (* 1995), Schauspielerin
- Sara Lindborg (* 1983), Skilangläuferin
- Marcus Ljungqvist (* 1974), Radrennfahrer
- Jenny Rissveds (* 1994), Radrennfahrerin
- Gunnar Säve-Söderbergh (1910–1948), Paläontologe und Geologe
- Christina Scherling (* 1940), Eisschnellläuferin
- Manfred Schoeps (* 1944), deutscher Historiker, Immobilienunternehmer und Politiker
- Lars-Erik Sjöberg (1944–1987), Eishockeyspieler und -scout
- Rikard Sundén (* 1980), Gitarrist und Musikproduzent
- Pär Sundström (* 1981), Bassist und Manager
- Oskar Svensson (* 1995), Skilangläufer
- Carl Westman (1866–1936), Architekt
- Mitglieder der Band Sabaton, Heavy-Metal-Band
- Mitglieder der Band In Mourning, Progressive-Death-Metal-Band
- Mitglieder der Band Twilight Force, Power-Metal-Band
- Mitglieder der Band Brothers of Metal, Power-Metal-Band

## Städtepartnerschaft
Städtepartnerschaften bestehen mit Hamina in Finnland, mit Røros in Norwegen, mit Vordingborg in Dänemark, mit Gütersloh in Deutschland und mit Grudziądz in Polen.